# 北派笛子
北派笛子是中國近代竹笛音樂發展中的一個重要風格流派。演奏時主要使用音區較高，音色較高亢的梆笛，重視運用吐音、滑音、剁音、花舌等技巧，取材於北方的戲曲及民間器樂如梆子戲二人台、河北吹歌等，表現出北方民風的粗獷熱情。

## 代表人物
- 馮子存(1904-1987)
在1950年代採自二人台音樂所作的《喜相逢》，被認為是中國現代笛子獨奏曲的里程碑作品，此曲展現了超強的音樂力度，這種力度的展現在其作品《五梆子》更為突出，也因此他獲得「吹破天」的稱號。這種曲風在他的其他作品如《黃鶯亮翅》、《掛紅燈》、《萬年紅》等也有所展現。
- 劉管樂(1918-1990)
受河北吹歌的影響，所作曲子較為輕快抒情，尤其較重視快速吐音的運用，同時也較常搭配南派笛子較常使用的顫音，其作品《蔭中鳥》、《和平鴿》、《賣菜》等都具有這種特色。
- 王鐵錘(1932-)
重視吐音和力度，也重視旋律和抒情，其作品有《油田的早晨》、《趕路》。
- 曾永清(1944-)
重視輕快吐音和抒情的曲風，其作品有《沂蒙山歌》、《草原巡邏兵》、《麥收》、《秦川情》等。
- 曲祥(1945-)
學習過長笛，最大的特色是快速綿密不絕的吐音以及充滿山東民歌的色彩，其作品有《沂河歡歌》、《列車奔向北京城》。